# Arditi

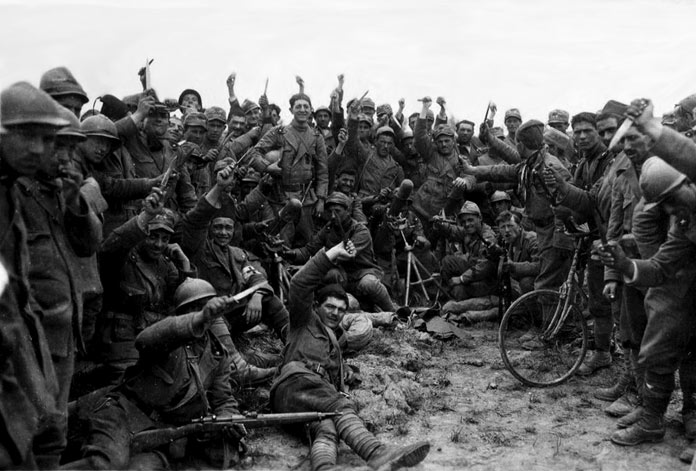
Miembros de los Arditi armados con dagas, 1918.

Arditi fue el nombre adoptado por los soldados de asalto de élite del Regio Esercito en la Primera Guerra Mundial. Su nombre se deriva del verbo italiano ardire (osar), traduciéndose como "Osados".
Los Reparti d'assalto (Unidades de asalto) fueron formadas en el verano de 1917 por el Coronel Bassi, siendo asignados al papel táctico de tropas de choque, rompiendo las defensas enemigas a fin de abrir paso a un amplio avance de la infantería. Los Arditi no eran unidades que formasen parte de las divisiones de infantería, sino que eran considerados como ramas separadas.
Los Reparti d'assalto tuvieron éxito al ofrecer cierto grado de movimiento en lo que anteriormente había sido una guerra de trincheras. Sus acciones en el campo de batalla fueron ejemplares y se ganaron un merecido lugar en la historia militar de Italia. Fueron desmovilizados en 1920.
El nombre Arditi fue empleado posteriormente en 1919-1920 por los ocupantes italianos de la ciudad de Fiume que estaban al mando de Gabriele D'Annunzio, siendo la mayoría de ellos exsoldados del Regio Esercito. Estos llevaban un uniforme con camisa negra y un fez negro, que más tarde fue adoptado por los Camisas Negras de Benito Mussolini.
Desde el 1 de octubre de 1975, la bandera del X Regimiento Arditi (formado en 1942 a imitación de la IX Unidad de Asalto de la Primera Guerra Mundial) fue adoptada por el 9.º Reggimento d'Assalto Paracadutisti Col Moschin. Hasta el presente, los miembros del Col Moschin y los buzos militares italianos son conocidos como "Arditi Incursori", siendo vistos como los herederos de los Arditi de la Primera Guerra Mundial.

## Primera Guerra Mundial

### Primeros experimentos
La idea del ardito se remonta a 1914, cuando a cada regimiento del Regio Esercito se le ordenó crear un grupo de exploradores entrenados para operar detrás de las líneas enemigas. Las primeras unidades Arditi fueron formadas y entrenadas en Sdricca di Manzano, en la provincia de Udine, donde el evento es celebrado el último domingo de julio.
Otros argumentan que las llamadas "Compañías de la muerte", patrullas especiales de infantería e ingenieros encargadas de cortar o detonar las alambradas enemigas, deberían ser consideradas como precursoras de los Arditi. Se reconocían fácilmente por el uso de la armadura y el casco "Farina". El uso de explosivos para tal fin resultó en sacrificios innecesarios para los miembros de estas unidades.
La tarea de las unidades Arditi no era abrir el paso para que la infantería regular atacara las líneas enemigas, sino sobrepasarlas por completo. Se escogía a los voluntarios más osados, especialmente aquellos que no eran perturbados por el fuerte ruido que producían los obuses al caer y detonar a corta distancia. Los hombres también estudiaban esgrima y eran maestros del combate cuerpo a cuerpo. Una vez preparados, eran enviados al frente armados con una daga y granadas de mano.[cita requerida] La mayoría no llevaba fusiles ni carabinas, ya que serían difíciles de disparar y recargar en los estrechos espacios de una trinchera. Los Arditi se aproximaban a las trincheras enemigas bajo el fuego de la artillería italiana. Una vez que éste cesaba, saltaban dentro de la trinchera mientras el enemigo estaba a cubierto, empleando las dagas para eliminar toda resistencia. Estas primitivas tácticas fueron sorprendentemente efectivas. Los Arditi debían mantener las posiciones que habían conquistado durante 24 horas, siendo relevados después por la infantería regular. En el curso de un ataque, los Arditi podían tener bajas del 25% al 30%. Su lema era O la vittoria, o tutti accoppati, que significa "O vencemos, o todos morimos". La unidad típica tenía 13 oficiales y 400 soldados, elegidos entre voluntarios. Una unidad Arditi fue completamente eliminada mientras atacaba el Monte Osvaldo en abril de 1916.
En 1916, el Comando Supremo decidió otorgar un estatus especial a las unidades Arditi, pero era reacio a crear nuevas unidades. La insignia de los Arditi, llevada en el brazo izquierdo, incluía el monograma VE (de Víctor Manuel III de Italia) y fue diseñada exclusivamente como un símbolo de distinción para estos soldados. Este fue el primer uso oficial de la palabra "Ardito" en el Regio Esercito.

### Fundación y operaciones
En 1917, a instancia de las propuestas presentadas por oficiales jóvenes que estaban cansados del derramamiento de sangre en la guerra de trincheras, se formaron las unidades de asalto dentro de la 48.ª División del VIII Cuerpo de Ejército, al mando del Capitán Giuseppe Bassi. En marzo de 1917, el Comando Supremo italiano envió una circular donde informaba sobre la formación de las unidades especiales austrohúngaras.
Después de una evaluación positiva se decidió fundar las nuevas unidades especiales, pero los desacuerdos sobre equipos y entrenamiento retrasaron el inicio de las operaciones hasta el 29 de julio de 1917, cuando el rey Víctor Manuel III oficialmente aprobó la creación de las unidades Arditi.
Las nuevas unidades de asalto fueron formadas y se desarrollaron de forma independiente, con un entrenamiento distinto al de los soldados regulares. El Ejército alemán fue el primero en adoptar la idea del soldado de asalto con los Sturmtruppen, con los italianos siguiendo su ejemplo. Como se mencionó más arriba, se fundó una escuela de entrenamiento en Sdricca di Manzano, Friuli. Las primeras unidades Arditi fueron creadas en el 2.º Ejército y para cuando tuvo lugar la Batalla de Caporetto, había 27 unidades, a pesar de que solo unas cuantas entraron en combate. En total, aproximadamente 18.000 hombres conformaban las unidades Arditi. Muchos de ellos participaron en la Batalla del Piave, donde se detuvo el avance de las tropas austrohúngaras. Los Arditi solían cruzar a nado el río Piave, sujetando con sus dientes una daga y asaltando las posiciones alemanas y austríacas en la otra orilla. Estos hombres llegaron a ser conocidos como los Caimani del Piave (Caimanes del Piave). Como el uniforme austríaco tenía un cuello rígido, los "Caimani" preferían emplear una resolza, la típica navaja sarda de la ciudad de Pattada, ya que su hoja podía penetrar fácilmente el cuello del uniforme enemigo (otras unidades Arditi empleaban una sencilla daga). Hoy en día, la insignia de los comandos del COMSUBIN tiene un caimán que lleva una daga entre sus dientes. Este emblema fue elegido para honrar la memoria de los Caimani del Piave.
En junio de 1918, una división completa de tropas de asalto con nueve unidades fue puesta al mando del Mayor-General Ottavio Zoppi, que posteriormente fue expandida hasta convertirse en un Cuerpo de Ejército con doce unidades distribuidas en dos divisiones. Hacia el final de la guerra había 25 unidades de asalto, la mayoría de ellas clasificadas como Bersaglieri.
Los Arditi contribuyeron en la mayor parte de la Batalla de Vittorio Veneto, haciendo posible la victoria final sobre los ejércitos austríacos en noviembre de 1918.
En enero de 1920, al poco tiempo del fin de la guerra, todas las unidades fueron disueltas.

## Entrenamiento
Inicialmente los soldados se ofrecían como voluntarios, pero más tarde los comandantes de las unidades elegían soldados adecuados para ser transferidos a las unidades Arditi. Los Arditi solían reclutarse entre los Bersaglieri o los Alpini (dos unidades especiales italianas, cuyos soldados eran conocidos por su resistencia y fuerza física). Luego de pasar pruebas de fuerza, habilidad y psicológicas, los reclutas eran entrenados en el uso de armas y novedosas tácticas de ataque. También eran instruidos en la lucha cuerpo a cuerpo, con armas o sin ellas (según las técnicas "Flor de Batalla" desarrolladas en la Edad Media), apoyado por un continuo entrenamiento físico.
Los Arditi eran especialmente entrenados con granadas de mano, en puntería y el uso de lanzallamas y ametralladoras. El entrenamiento era muy realista, pues murieron varios hombres durante el entrenamiento básico: muchos de ellos murieron por las esquirlas de las granadas de mano, ya que su proceder operativo era ir directo al asalto inmediatamente después de lanzar una granada. El riguroso entrenamiento, el espíritu de equipo y su arrojo, así como los privilegios que disfrutaban, hacían de los Arditi un cuerpo de élite, pero también crearon un clima de desconfianza y rivalidad con los oficiales de otras unidades del Ejército regular. Sin embargo, su habilidad militar les hizo ganarse el respeto por ser capaces de resolver en el campo de batalla situaciones tácticamente imposibles para las unidades del Ejército regular.
Reginaldo Giuliani, un sacerdote católico y un Ardito, escribió varios libros sobre sus experiencias, entre elloso Croce e spada (Cruz y espada).

## Uniforme
El uniforme de los Arditi reclutados de unidades de infantería del Ejército regular, consistía de una túnica de Bersagliere ciclista con llamas negras en las insignias de las solapas. Los Arditi reclutados de unidades de Alpini llevaban llamas verdes en las insignias de solapas, y los Arditi reclutados de los Bersaglieri portaban llamas escarlata. También vestían un pulóver verde oscuro y llevaban un fez negro idéntico al de los Bersaglieri (aunque los Bersaglieri llevadan un fez escarlata), así como pantalones. A partir de estos uniformes y otras insignias, que indicaban la unidad de origen, surgió la distinción entre las Llamas Rojas (Arditi Bersaglieri), Llamas Negras (Arditi de Infantería) y Llamas Verdes (Arditi Alpini). A las Llamas Rojas se les llamaba a veces Llamas Escarlata.
Muchas de las insignias y símbolos de los Arditi fueron adoptados posteriormente por el régimen fascista, como, por ejemplo, la insignia de un cráneo con una daga entre los dientes. Los Arditi del Popolo antifascistas tenían su propia insignia (un cráneo con ojos rojos y una daga entre los dientes). Su grito de batalla era ¡A Noi!, que se traduce como "¡Por nosotros!" y puede interpretarse como un deseo de gloria y victoria.

## Equipo
El equipo usual de los Arditi era la daga para la lucha cuerpo a cuerpo y granadas de mano. Las granadas se empleaban para crear pánico y confusión, así como por su efecto explosivo. La granada Thevenot la utilizaban frecuentemente los Arditi por ser adecuada para los asaltos, no siendo demasiado potente, pero muy ruidosa como para provocar miedo en los enemigos. Otras armas usadas eran ametralladoras y lanzallamas. Los Arditi también disponían de cañones de 37 mm y 65 mm contra casamatas y fortificaciones.
En el Museo del Risorgimento de Turín, en el salón dedicado a la resistencia antifascista, están expuestos una daga y una granada de mano de los Arditi del Popolo. Debido a la falta de recursos, las primeras dagas fueron fabricadas a partir de un lote sobrante de bayonetas de fusil Vetterli M1870. Cada bayoneta fue cortada a la mitad y transformada en dos dagas.

## Bajo el régimen fascista
En el período de la posguerra de la Primera Guerra Mundial, muchos Arditi se unieron a la Associazione Nazionale Arditi d'Italia (Asociación Nacional Arditi de Italia, ANAI), fundada por el Capitán Mario Carli, que estaba involucrado en el movimiento artístico del Futurismo. Carli escribió el ensayo "Los Arditi no son gendarmes" en colaboración con Filippo Tommaso Marinetti.
Un gran número de Arditi se unieron al movimiento fascista, pero su apoyo no fue unánime, como lo demostraron los Arditi del Popolo, una escisión de la ANAI que se decantó por el maximalismo socialista. En cualquier caso, la mayoría de Arditi que se unieron a la ANAI transfirieron su lealtad a la Federazione Nazionale Arditi D'Italia (Federación Nacional Arditi de Italia, FNAI), fundada por Mussolini el 23 de octubre de 1922. La ANAI fue disuelta más tarde.
Los Arditi participaron activamente en el golpe que dio Gabriele D'Annunzio en la ciudad de Fiume (hoy Rijeka, en Croacia). Cuando su plan original para una anexión italiana fue rechazado por el gobierno de Roma, D'Annunzio proclamó la fundación de la "Regencia italiana del Carnaro". Con el sindicalista Alceste De Ambris, D'Annunzio promulgó una constitución, la Carta del Carnaro, que contenía elementos fuertemente progresistas o incluso radicales. El 25 de diciembre de 1920, los soldados del Regio Esercito pusieron fin a la corta "regencia" después de breves enfrentamientos.

## Los Arditi del Popolo
La sección romana de la ANAI, en contraste al fuerte pero aún no consolidado movimiento del escuadrismo fascista, se convirtió en los Arditi del Popolo, un grupo paramilitar que era claramente antifascista. Sus miembros eran anarquistas, comunistas y socialistas. Los comunistas constituían la mayoría, pero también había componentes republicanos, como Vincenzo Baldazzi (que fue uno de sus líderes) y a veces, como en la defensa de Parma, militantes del Partido Popular (Católico), como el asesor Corazza, que murió en Parma durante los choques con las fuerzas fascistas. El movimiento nació en el verano de 1921 gracias al trabajo de Argo Secondari, un exteniente Arditi "Llama Negra" de la Infantería y anarquista. La fuerza de estas formaciones paramilitares era de 20.000 hombres enrolados, entre estos excombatientes, que eran neutrales o fuertemente antifascistas.
Tal vez el hecho más resaltante fue la defensa de Parma contra el escuadrismo fascista en 1922: alrededor de 10 000 escuadristas, primero al mando de Roberto Farinacci y luego al de Italo Balbo, tuvieron que retirarse de la ciudad después de 5 días de choques contra un grupo compuesto de socialistas, anarquistas y comunistas (350 participaron en la batalla contra los fascistas), al mando de los líderes de los Arditi del Popolo Antonio Cieri y Guido Picelli. Los fascistas perdieron 39 hombres, los Arditi del Popolo cinco.
En los meses siguientes, muchos líderes de los Arditi del Popolo fueron encarcelados o asesinados por los escuadristas fascistas, a veces coludidos con las agencias policiales.

### En italiano
- Balsamini, Luigi, Gli Arditi del Popolo. Dalla guerra alla difesa del popolo contro le violenze fasciste, Casalvelino Scalo, Galzerano, 2002.
- Cordova, Ferdinando, Arditi e legionari dannunziani, Padova, Marsilio, 1969.
- Francescangeli, Eros, Arditi del Popolo. Argo Secondari e la prima organizzazione antifascista (1917–1922), Roma, Odradek, 2000.
- Fuschini, Ivan, Gli Arditi del Popolo, prefazione di Arrigo Boldrini, Ravenna, Longo, 1994.
- Rossi, Marco, Arditi, non gendarmi! Dall’arditismo di guerra agli arditi del popolo 1917-1922, Pisa, BFS, 1997.